# Udalrich II. Birker
Udalrich II. Birker war Abt des Klosters Waldsassen von 1479 bis 1486.
In der Amtszeit Udalrichs II. kam es infolge von Missernten im Stiftsgebiet zu allgemein steigenden Preisen. Udalrich II. geriet in Kritik, weil er die Getreidevorräte des Klosters soweit verkaufte, bis auch hier ein Mangel auftrat. Den Erlös investierte er in neue Paramenten und in Renovierungsmaßnahmen. Er resignierte und zog sich auf Schloss Falkenberg zurück, wo er weitere 18 Jahre lebte.